# 月曜時代劇
月曜時代劇（げつようじだいげき）は、2001年10月 - 2006年3月の間、テレビ朝日の月曜19:00 - 19:54(JST)の枠に設けられていた時代劇の専門放送枠である。

## 概要
1999年4月から2001年9月の間放送されていた、『木曜時代劇』の時間帯に、2001年10月から火曜日の「いきなり!黄金伝説」が枠移動することになった。そこでこの時代劇枠を、「クレヨンしんちゃん」「邦子と徹のあんたが主役」以降低視聴率・短命番組が続いていた月曜19時台に移動させた。
テレビ朝日と東映との強いラインを生かし、中断期を挟まずに時代劇を放送していた。フジテレビの「火曜時代劇」が廃枠された2004年4月以降では、キー局民放唯一のレギュラー時代劇枠となった。作品は原則として1クール単位の制作となっており、木曜時代からの「八丁堀の七人」が冬クール恒例となっていたほか、かつての時代劇の名作のリメイクも制作された。
視聴率は安定していたが、2005年4月に｢ネプリーグ｣（フジテレビ）が裏番組になって以降は視聴率が低迷していった。
そのため、2006年4月からは火曜19時台のバラエティ枠と交換となり、この時代劇枠は火曜19時台に移動、「火曜時代劇」と称されるようになった。一方この枠の後番組は｢月バラ!｣（19:00 - 20:54。末期は19:54まで短縮）を放送した後、1時間番組を放送する様になったが、しばらくは苦戦が続いたものの、『お試しかっ!』でようやく巻き返した。2023年現在の時間帯は『帰れマンデー』が放送されている。

## 放送された作品
特筆しない作品は1クールの放送である。
2001年
- 暴れん坊将軍 （第11シリーズ） ※番組自体は2001年7月に開始、木曜19時から枠移動し同年12月まで放送

2002年
- 八丁堀の七人 （第3シリーズ）
- 三匹が斬る! （高嶋政伸版）
- 暴れん坊将軍 （最終シリーズ）
- 子連れ狼 第1部 （北大路欣也版）

2003年
- 八丁堀の七人 （第4シリーズ）
- 天罰屋くれない 闇の始末帖
- 子連れ狼 第2部 （北大路欣也版）　※2クール放送

2004年
- 八丁堀の七人 （第5シリーズ）
- 銭形平次 （村上弘明版第1シリーズ）
- 子連れ狼 完結編 （北大路欣也版）
- 忠臣蔵 （松平健版）

2005年
- 八丁堀の七人 （第6シリーズ）
- 名奉行! 大岡越前 （第1シリーズ）
- 銭形平次 （村上弘明版第2シリーズ）
- 世直し順庵!人情剣

2006年
- 八丁堀の七人 （第7シリーズ）